# جوک قومیتی

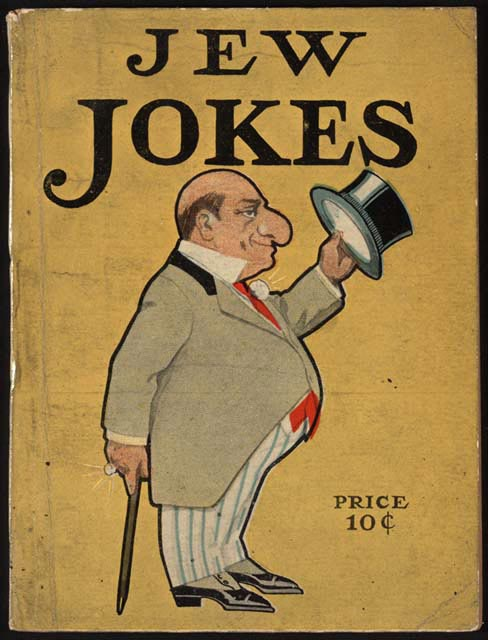
غول کوچک. جوک های یهودی کلیولند: شرکت آرتور وستبروک، 1908. مجموعه رمان دایم

جوک قومیتی اشاره به نوعی از جوک دارد که معمولاً درباره یک قوم یا یک نژاد یا یک گروه فرهنگی است و غالباً اشاره به یک کلیشه قومی در ارتباط با آنان دارد.
شعر معروف سید محمدحسین شهریار به نام "الا تهرانیا انصاف میکن" در اعتراض به این کلیشه‌ها سروده شده است.